# ZNF207
ZNF207‏ (Zinc finger protein 207) هوَ بروتين يُشَفر بواسطة جين ZNF207 في الإنسان.